# Liste de points extrêmes du Brésil

Points extrêmes du Brésil

Voici une liste de points extrêmes du Brésil.

## Latitude et longitude
- au Nord : les sources du Rio Ailã sur le Mont Caburaí, dans l'État du Roraima (5° 16′ N, 60° 12′ O) ;
- à l'Est (sur le continent) : la Pointe du Seixas (Ponta do Seixas), dans l'État de la Paraíba (7° 09′ S, 34° 38′ O) ;
- à l'Est (en mer) : les rochers de Saint-Pierre et Saint-Paul (0° 55′ N, 29° 20′ O) ;
- à l'Ouest, la source du Rio Moa (dans la Serra do Divisor), dans l'État de l'Acre (7° 33′ S, 73° 59′ O) ;
- au Sud : l'Arroio Chuí, municipalité de Santa Vitória do Palmar, État du Rio Grande do Sul (33° 45′ S, 52° 17′ O).

## Altitude
- Maximale : Pico da Neblina, 2 994 m
- Minimale : océan Atlantique, 0 m